# Institut Supérieur de Technique Médicale de Kinshasa
L'Institut Supérieur des Techniques Médicales de Kinshasa (ISTM-KIN) est une institution d'enseignement supérieur spécialisée dans la formation des professionnels de la santé. Fondé en 1972 conformément à l’ordonnance loi no 81 – 015 du 03 Octobre 1981 pour répondre aux besoins croissants en personnel médical et paramédical qualifié, l'ISTM joue un rôle clé dans le renforcement des systèmes de santé, particulièrement dans les pays en développement.

## Mission et objectifs
L'ISTM a pour mission principale de former des techniciens et des professionnels dans divers domaines médicaux et paramédicaux, capables de fournir des soins de qualité et de répondre aux besoins de santé publique,,. Les objectifs incluent :
- La promotion de la santé par l'éducation et la formation.
- Le développement des compétences pratiques et théoriques des étudiants.
- La contribution à la recherche dans le domaine médical et paramédical.

## programmes de formation
L'ISTM propose des programmes variés qui couvrent plusieurs spécialités du domaine de la santé, notamment,, :
- Soins infirmiers : Formation des infirmiers et infirmières dans les soins aux patients.
- Technologie biomédicale : Préparation des techniciens pour la maintenance et la gestion des équipements médicaux.
- Laboratoire médical : Formation à l’analyse biomédicale et au diagnostic.
- Kinésithérapie et réadaptation : Spécialisation dans la réhabilitation physique.
- Santé publique et épidémiologie : Formation des professionnels pour la prévention et la gestion des maladies à l'échelle communautaire.

## Localisation et infrastructure
Les ISTM sont généralement répartis dans différentes régions, souvent dans des zones stratégiques pour garantir l'accès à une éducation de qualité dans les zones urbaines et rurales
. Ces instituts disposent d’infrastructures modernes, incluant :
- Des laboratoires bien équipés.
- Des salles de classe adaptées.
- Des bibliothèques et des espaces de recherche.
- Des partenariats avec des hôpitaux pour les stages pratiques.

## Contributions et impact
Depuis leur création, les ISTM ont produit un grand nombre de diplômés qui travaillent dans des établissements de santé publique et privée. Ces professionnels jouent un rôle crucial dans :
- L'amélioration de l'accès aux soins de santé.
- La réduction des inégalités en matière de santé.
- Le développement des services de santé communautaire.

## Partenariats et collaborations
Les ISTM collaborent souvent avec des universités, des organisations internationales (comme l'OMS) et des ONG pour améliorer la qualité de la formation et renforcer les systèmes de santé. Ces partenariats permettent également l’accès à des ressources pédagogiques avancées et à des opportunités de formation continue.

## Défis et perspectives
Malgré leurs succès, les ISTM font face à des défis, tels que :
- Le manque de financement adéquat.
- La pénurie d’équipements modernes.
- La nécessité d’attirer et de retenir des enseignants qualifiés.

Cependant, des réformes et des investissements croissants dans le secteur de l’éducation et de la santé laissent entrevoir un avenir prometteur pour ces institutions
.